# 崔劼
崔 劼（さい かつ、生没年不詳）は、北魏末から北斉にかけての官僚。字は彦玄。本貫は清河郡。

## 経歴
北魏の太保の崔光の子として生まれた。北魏の末年、開府行参軍から尚書儀曹郎・秘書丞を経て、起居注を修撰し、中書侍郎となった。東魏の興和3年（541年）、通直散騎常侍を兼ね、梁への使者に立った。天保元年（550年）、北斉が建国されると、禅譲発議の功績により、給事黄門侍郎に任ぜられ、国子祭酒を加えられ、内省に宿直し、機密をつかさどった。清廉謹直な態度で文宣帝に重用された。南青州刺史に任ぜられて、治績を挙げた。皇建年間、秘書監・斉州大中正となり、鴻臚卿に転じた。并省度支尚書となり、京省度支尚書に転じた。まもなく五兵尚書に転じ、監国史をつとめた。河清4年（565年）、武成帝が後主に帝位を譲ろうとしたとき、崔劼は意にさからって諫めたため、南兗州刺史として出された。天統元年（同年）、後主が立つと召還され、再び度支尚書・儀同三司となり、文登県を食邑とした。まもなく中書令に任ぜられ、開府儀同三司の位を加えられ、待詔文林館となり、新書の監修をつとめた。66歳で病没した。斉州刺史・尚書右僕射の位を追贈され、諡を文貞といった。
子に崔拱・崔撝があった。和士開が専権を握ったとき、ふたりはそろって外任として出されたが、崔劼はふたりを呼び戻そうとしなかった。崔拱は天統年間に任城王高湝の下で丞相諮議参軍・管記室をつとめた。崔撝は揚州録事参軍となった。
弟の崔廓之は、臨水県令から琅邪王高儼の下で大司馬西閤祭酒をつとめ、領軍功曹参軍に転じた。武平年間に死去した。

## 伝記資料
- 『北斉書』巻42 列伝第34
- 『北史』巻44 列伝第32